# 미분 대수
추상대수학에서 미분 대수(微分代數, 영어: differential algebra)는 곱 규칙을 만족하는 자기 선형 변환이 갖추어진 결합 대수이다. 해석학에서의 미분 연산을 공리화한 개념이다.

## 정의

### 미분
다음이 주어졌다고 하자.
- 가환환 {\displaystyle K}
- {\displaystyle K} 위의 결합 대수 {\displaystyle (A,+,0_{A},\cdot ,1_{A})}
- {\displaystyle (A,A)}-쌍가군 {\displaystyle _{A}M_{A}}. 또한, 왼쪽과 오른쪽 {\displaystyle K}-작용이 서로 일치한다고 하자 ({\displaystyle km=mk\;\forall m\in M,\;k\in K}). (다시 말해, {\displaystyle M}은 {\displaystyle A^{\operatorname {e} }=A\otimes _{K}A^{\operatorname {op} }} 위의 왼쪽 가군이다.)

그렇다면, {\displaystyle M} 값의, {\displaystyle A} 위의 미분(微分, 영어: derivation)은 다음과 같은 {\displaystyle K}-선형 변환이다.
{\displaystyle \partial \colon A\to M}
이는 다음과 같은 곱 규칙을 만족시켜야 한다.
{\displaystyle \partial (ab)=(\partial a)b+a(\partial b)\qquad \forall a,b\in A}
흔히, {\displaystyle _{A}M_{A}={}_{A}A_{A}}를 사용한다.

### 미분 대수
미분 대수 {\displaystyle (K,A,\partial )}는 다음과 같은 데이터로 주어진다.
- 가환환 {\displaystyle K}
- {\displaystyle K} 위의 결합 대수 {\displaystyle (A,+,0_{A},\cdot ,1_{A})}
- 미분을 이루는 자기 사상 {\displaystyle \partial \colon A\to A}. (이는 결합 대수 준동형이 될 필요가 없다.)

특히, 정수환 {\displaystyle \mathbb {Z} } 위의 결합 대수는 환이므로, 만약 {\displaystyle K=\mathbb {Z} } (정수환)인 경우, 그 위의 미분 대수를 미분환(微分環,영어: differential ring)이라고 한다. 또한, {\displaystyle K=\mathbb {Z} }이며 {\displaystyle A}가 체를 이루는 경우, {\displaystyle (K,A,\partial )}를 미분체(微分體, 영어: differential field)라고 한다.
만약 미분 대수의 개념에, 등급을 주어 일반화하면 미분 등급 대수의 개념을 얻는다.

### 미분 대수 준동형
같은 가환환 {\displaystyle K} 위의 두 미분 대수 {\displaystyle A}, {\displaystyle B}가 주어졌다고 하자. 그렇다면, 미분 대수 준동형(微分代數準同形, 영어: differential algebra homomorphism)은 대수 구조로서의 준동형이다. 즉, {\displaystyle K}-결합 대수 준동형 {\displaystyle f\colon A\to B}가 다음 조건들을 만족시킨다면, 미분 대수 준동형을 이룬다.
{\displaystyle f(\partial a)=\partial f(a)\qquad \forall a\in A}
미분체 확대(微分體擴大, 영어: differential field extension)는 두 미분체 사이의 미분 대수 준동형이다. 이는 체의 확대이므로 항상 단사 함수이다.

## 예

### 교환자
가환환 {\displaystyle K} 위의 결합 대수 {\displaystyle A}의 원소 {\displaystyle a\in A}가 주어졌다고 하자. 그렇다면, 교환자
{\displaystyle [a,-]\colon b\mapsto [a,b]=ab-ba}
를 정의한다면 {\displaystyle (K,A,[a,-])}는 다음과 같이 미분 대수를 이룬다.
{\displaystyle [a,bc]=abc-bca=abc-bac+bac-bca=[a,b]c+b[a,c]}

### 다항식환
환 {\displaystyle R}가 주어졌다고 하자. 그렇다면, 다항식환 {\displaystyle R[x]} 위에 다음과 같은 선형 변환 {\displaystyle \partial \colon R[x]\to R[x]}을 정의할 수 있다.
{\displaystyle \partial \colon rx^{n}\mapsto {\begin{cases}nrx^{n-1}&n>0\\0&n=0\end{cases}}\qquad \forall r\in R,\;n\in \mathbb {N} }
그렇다면 {\displaystyle (R,R[x],\partial )}는 미분 대수를 이룬다.

### 매끄러운 함수
다음 데이터가 주어졌다고 하자.
- 매끄러운 다양체 {\displaystyle M}
- 벡터장 {\displaystyle X}

그렇다면,  {\displaystyle M} 위의 실수 값 매끄러운 함수들의 집합 {\displaystyle {\mathcal {C}}^{\infty }(M;\mathbb {R} )}를 생각하자. 이는 실수 벡터 공간을 이루며, 또한 점별 합과 곱에 대하여 실수 결합 대수를 이룬다.
벡터장은 {\displaystyle {\mathcal {C}}^{\infty }(M;\mathbb {R} )} 위에 미분 연산자로 작용한다. 국소 좌표계로 표현하면 다음과 같다.
{\displaystyle Xf=X^{\mu }\partial _{\mu }f}
그렇다면, {\displaystyle (\mathbb {R} ,{\mathcal {C}}^{\infty }(M;\mathbb {R} ),X)}는 미분 대수를 이룬다.

### 리 대수
가환환 {\displaystyle K} 위의 리 대수 {\displaystyle {\mathfrak {g}}}가 주어졌다고 하자. {\displaystyle {\mathfrak {g}}} 위의 미분 {\displaystyle \partial \colon {\mathfrak {g}}\to {\mathfrak {g}}}은 다음 조건을 만족시키는 {\displaystyle K}-선형 변환이다.
{\displaystyle \partial [a,b]=[\partial a,b]+[a,\partial b]}
이 경우, {\displaystyle \partial }은 {\displaystyle {\mathfrak {g}}}의 보편 포락 대수 {\displaystyle \operatorname {U} ({\mathfrak {g}})} 위에 자연스럽게 다음과 같이 확장된다.
{\displaystyle \partial a_{1}a_{2}\cdots a_{k}=\sum _{i=1}^{k}a_{1}\cdots a_{i-1}(\partial a_{i})a_{i+1}\cdots a_{k}\qquad (k\in \mathbb {N} ,\;a_{1},\dots ,a_{k}\in {\mathfrak {g}})}
그렇다면, {\displaystyle (K,\operatorname {U} ({\mathfrak {g}}),\partial )}는 미분 대수를 이룬다.

## 같이 보기
- 산술 도함수
- 켈러 미분

## 참고 문헌
- Magid, Andy R. (1999년 10월). “Differential Galois theory” (PDF). 《Notices of the American Mathematical Society》 (영어) 46 (9): 1041–1049.
- Marker, David (2000). 〈Model theory of differential fields〉.   Haskell, Deirdre; Pillay, Anand; Steinhorn, Charles. 《Model Theory, Algebra, and Geometry》. Mathematical Sciences Research Institute Publications (영어) 39. Cambridge University Press. ISBN 978-0-52178068-1. 2016년 12월 24일에 원본 문서 (PDF)에서 보존된 문서. 2016년 12월 23일에 확인함.